# Daltonská škola
Daltonská škola, původně Dětská univerzitní škola (Children's University School), je soukromou školou připravující ke studiu na univerzitě. Škola se nachází v severovýchodní části New Yorku a je umístěna ve třech budovách.

## Daltonský plán
Více informací najdete na Daltonský plán.

## Historie
Daltonská škola, původně Dětská univerzitní škola (Children's University School), byla založena Helen Parkhurstovou v roce 1919. Škola byla založena za časů školské reformy.
Po experimentech ve své vlastní jednopokojové škole, společně s Marií Montesorri, Helen Parkhurstová navštívila některé pokrokové školy v Evropě včetně Bedales School a jejího zakladatele a ředitele Johna Hadena Badley v Anglii. Vytvořila tzv. Daltonský plán, který byl založen na spolupráci studentů a učitelů při práci na jejich společných cílech. Tento plán byl do praxe poprvé zaveden na Daltonská škole v Massachusetts v roce 1916.
V roce 1919, Helen Parkhurstová přestěhovala školu do New Yorku na 74. Západní ulici (74th Street). Zanedlouho byly pro její školu tyto prostory malé, škola se rozšířila na 72. Západní ulici (74th Street) a v roce 1929 byla otevřena další škola v budově v 89. Východní ulici (East 89th Street). Eleanor Rooseveltová obdivovala práci Helen Parkhurstové a hrála významnou roli ve zvyšování počtu žáků a zdrojů pro školu, neboť podporovala sloučení se školou Todhunter School pro dívky, kterou založil Winifred Todhunter a Dalton v roce 1939.

## Světové uznání
V průběhu let si škola Dalton získala mezinárodní uznání. Daltonský plán si vzaly za svůj školy v Holandsku, Rakousku, Anglii, Koreji, Tchaj-wanu, Chile i u nás. V současnosti podle tohoto plánu fungují i tři školy v Japonsku. Přední pedagogové ze soukromých i státních škol z celých Spojených států i ze zahraničí navštěvují školu v Daltonu aby si na vlastní oči prohlédli její výukový systém.
Škola Dalton byla oceněna časopisem Worth za úspěšnost jejích žáků u přijímacích zkoušek na přední vysoké školy. Škola se zařadila mezi osm nejlepších škol, co se úspěšnosti při přijímacím řízení týče.
Počet úspěšných žáků školy v přijímacích řízeních univerzit v letech 2002–2006
- 1. Pensylvánská univerzita (32)
- 2. Harvardova univerzita (23)
- 3. Yaleova univerzita (22)
- 4. Brownova univerzita (18)
- 5. Cornellova univerzita (18)
- 6. Severozápadní univerzita (18)
- 7. Wesleyan University (18)
- 8. Amherst College (17)
- 9. Kolumbijská univerzita (17)
- 10.Princetonská univerzita (16)

## Budovy školy
Škola nabízí vzdělání pro děti od předškolního věku až po 12 stupeň. V budově v čísle 108 na 89. ulici, přezdívané „Big Dalton“, se vyučují děti na 4–12 stupni, stejně tak zde probíhá výuka divadelnictví, múzických, uměleckých studií a administrativních činností. V samostatné budově, přezdívané „Little Dalton“, na 91. ulici mezi Park Avenue a Madison Avenue, jsou prostory pro děti předškolního věku a první tři stupně. V další budově, na rohu 87. ulice a Třetí avenue, se nachází dvě tělocvičny a další prostory pro výuku tělesných aktivit, včetně posilovny a tělocvičny na aerobic.

## Učební plán školy a atletický tým
Škola Dalton vydává oficiální studentské noviny – The Daltonian. Tyto noviny byly oceněny jako nejlepší studentské noviny a vydávají se každé dva až tři týdny. Studenti Daltonu vydávají také další studentské práce, nejznámější jsou: Realpolitik – politický žurnál, který je známý mezi většinou škol a pedagogických pracovníků, stejně jako Blue Flag a Macrocosm.
Škola Dalton je součástí přípravného atletického týmu Ivy Preparatory School League. Některé týmy, zejména fotbalové se tak účastní různých sportovních soutěží a turnajů. Na Daltonu je 23 univerzitních týmů (včetně týmu roztleskávaček) a devět juniorských týmů, které se účastní atletického programu středních škol. Barvami školy jsou bílá a modrá a maskotem školy je tygr.
Daltonský tým orientačních běžců skončil na třetím místě v Ivy Preparatory League v roce 2006 a na čtvrtém místě na šampionátu NYSAIS.
V posledních letech byl úspěšný Daltonský tým Model United Nations (MUN, „modelový tým Spojených národů“). Tým každoročně navštěvuje konference, včetně těch na Pensylvánské univerzitě, Harvardově univerzitě, Princetonské univerzitě a Univerzitě Johna Hopkinse. Od března 2006 do prosince 2007 Dalton vyhrál cenu za nejlepší delegaci na všech konferencích, kterých se zúčastnil – Johns Hopkins MUNC (dvakrát), Rutgers MUN (dvakrát), Harvard MUN (dvakrát) a Ivy League MUNC (jednou). Dalton také jednou hostil vlastní jednodenní konferenci středních vysokých škol (DMUNC).
Dalton je také domovem modelového kongresového týmu (Model Congress team), i když velikost tohoto týmu je velmi omezena. V minulosti Dalton navštívil s tímto týmem konference v Yale a Columbii.
Mezinárodně uznávaný informatický tým školy se průběžně účastní soutěže ACSL All-Star contest. V roce 2005 tým vyhrál třetí místo v kategorii Senior-3.
Žáci Daltonu se také účastní vědeckých olympiád. Ačkoliv se škola těchto soutěží začala účastnit teprve před třemi lety, už dvakrát se kvalifikovala do státního kola. V regionální soutěži se její žáci vždy umístili mezi nejlepšími patnácti.
Během let, kdy na univerzitě studoval Josh Waitzkin, vyhrál tento mladík šestkrát šachový turnaj. Šachový tým je veden Davidem MacEnultym, jehož příběh šachového učitele na státní škole Bronx byl zfilmován v díle nazvaném Knights of the South Bronx. V říjnu 2007 David MacEnulty strávil několik týdnů v Jižní Africe v Kapském Městě ve vědeckém centru MTN Sciencentre jako instruktor šachových učitelů.
Škola Dalton má mnoho jiných klubů, mimo jiné: jazykové, sportovní, a mnohé jiné zájmové aktivity.

## Významní absolventi školy
- Brooke Adams (herečka)
- Miles Chapin
- Chevy Chase
- Anderson Cooper
- Claire Danesová
- Samuel R. Delany
- Maxim Dlugy
- Jane Elliot
- Noah Emmerich
- Edgar de Evia
- Benjamin Heller
- Mark Feuerstein
- Frances FitzGerald
- Barrett Foa
- Helen Frankenthaler
- Jordan Galland
- Alexis Glick
- Jennifer Grey
- Jefferson Y. Han
- Nicholas Kazan
- Steve Lemme
- Sean Lennon
- Peter Lieberson
- Mary Stuart Masterson
- Jennifer O'Neill
- Perri Peltz
- Tracy Pollan
- Simon Rich
- J. Michael Riva
- Tracee Ellis Ross
- Melissa Russo
- Eric Schlosser
- Allen Shawn
- Wallace Shawn
- Marian Seldes
- Christian Slater
- Kristoffer Tabori
- Penelope Tree
- Josh Waitzkin
- David Yassky
- Matt Yglesias
- Andrew Zimmern